# Malcolm Armstead
Malcolm Ray Armstead (ur. 1 sierpnia 1989 we Florence) – amerykański koszykarz, występujący na pozycji rozgrywającego, posiadający także rumuńskie i kosowskie obywatelstwo, obecnie zawodnik Gostivar.

## Osiągnięcia
Na podstawie, o ile nie zaznaczono inaczej.
NCAA
- Uczestnik rozgrywek NCAA Final Four (2013)
- Zaliczony do:
  - I składu:
    - turnieju:
      - MVC (2013)
      - Cancun Challenge Riviera Division (2013)

    - najlepszych nowo-przybyłych zawodników MVC (2013)

  - składu honorable mention MVC (2013)

Drużynowe
- Mistrz Słowenii (2014)
- Zdobywca:
  - Pucharu Słowenii (2014, 2015)
  - Superpucharu Słowenii (2014)

Indywidualne
- MVP:
  - Superpucharu Słowenii (2014)
  - kolejki Ligi Adriatyckiej (1 – 2013/2014)
- Zaliczony do I składu Ligi Adriatyckiej (2015)
- Uczestnik meczu gwiazd ligi słoweńskiej (2003)
- Lider Ligi Adriatyckiej w:
  - średniej punktów (2015)
  - przechwytach (2015)